# Liste de prédictions de la fin du monde

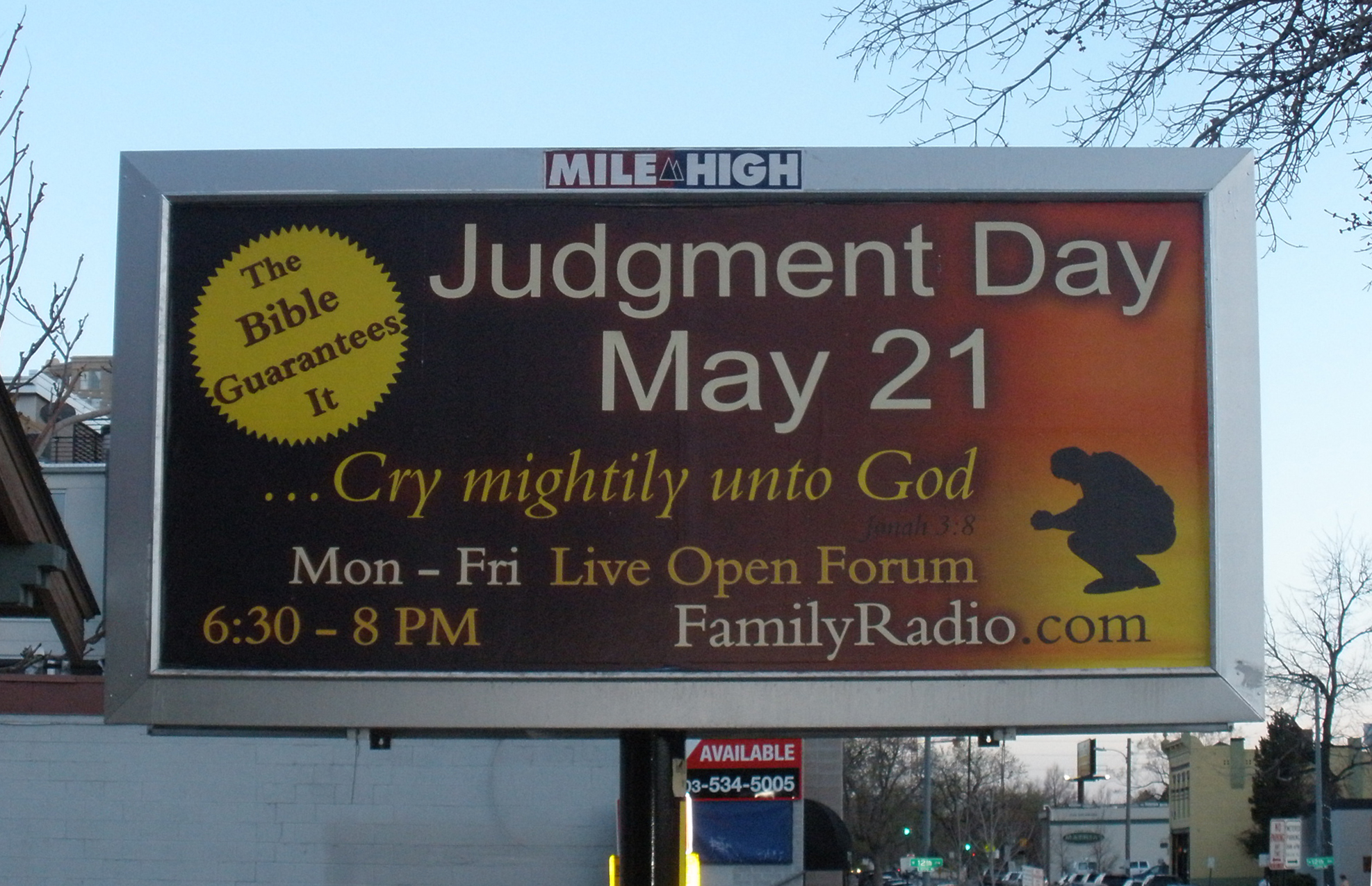
Un panneau publicitaire aux États-Unis annonçant la première étape de la fin du monde le 21 mai 2011.
Il y est écrit : « La Bible le garantit ! »

Cet article dresse une liste de prédictions de la fin du monde.

## Motivations des prédictions
Des prédictions d'événements apocalyptiques qui entraîneraient l'extinction de l'humanité, l'effondrement de la civilisation ou la destruction de la planète ont été faites depuis au moins le début de l'ère chrétienne. La plupart d‘entre elles sont liées aux religions abrahamiques, prédisant souvent des événements similaires à ceux, eschatologiques, décrits dans leurs écrits. Les prédictions chrétiennes se réfèrent généralement à des événements comme l'enlèvement, la grande tribulation, le jugement dernier et la seconde venue du Christ. De nombreux événements religieux de la fin des temps devraient se produire au cours de la vie de la personne qui fait la prédiction, qui cite souvent la Bible, et en particulier le Nouveau Testament, comme source principale ou exclusive des prédictions. Elles prennent souvent la forme de calculs mathématiques, ou plutôt numérologiques, comme ceux déterminant la date correspondant à 6 000 ans depuis la création de la Terre par le Dieu abrahamique (moment qui, selon le Talmud, marque la date limite pour l'apparition du Messie). Des prédictions d'événements naturels catastrophiques ont également été faites par divers scientifiques. Bien que ces catastrophes soient généralement acceptées au sein de la communauté scientifique comme des scénarios plausibles de « fins du monde », ces événements ne devraient le plus souvent pas se produire avant des milliers d'années (pour des analyses plus précises, voir l'article Risque de catastrophe planétaire).
Peu de recherches ont été effectuées sur les raisons pour lesquelles des gens font des prédictions apocalyptiques. Historiquement, cela a été fait pour des raisons telles que détourner l'attention de crises réelles comme la pauvreté et la guerre, pousser des programmes politiques et promouvoir la haine de certains groupes ; l'antisémitisme était un thème populaire des prédictions apocalyptiques chrétiennes à l'époque médiévale, tandis que les représentations françaises et luthériennes de l'apocalypse dénonçaient respectivement leurs antagonistes anglais et catholiques. Selon les psychologues, les raisons pour lesquelles les gens croient aux prédictions apocalyptiques modernes comprennent la réduction mentale du danger réel dans le monde à une source unique et définissable, une fascination humaine innée pour la peur, les traits de personnalité de la paranoïa et de l'impuissance et un romantisme moderne impliqué dans la fin en raison de sa représentation dans la fiction contemporaine,. On dit que la prédominance des religions abrahamiques à travers l'histoire moderne a créé une culture qui encourage à rêver d'un futur qui sera radicalement différent du présent,. Cela amène à la montée en popularité de prédictions de nature plus laïque, comme le phénomène de 2012, tout en maintenant le thème séculaire d'une force puissante amenant la fin de l'humanité.
Des sondages menés en 2012 dans 20 pays ont révélé que plus de 14 % des personnes pensent que le monde prendra fin au cours de leur vie, avec des pourcentages allant de 6 % des personnes en France à 22 % aux États-Unis et en Turquie. La croyance en l'apocalypse est plus répandue chez les personnes ayant des taux d'éducation inférieurs, des revenus de ménage inférieurs et celles de moins de 35 ans,. Au Royaume-Uni en 2015, 23 % du grand public pensaient que l'apocalypse surviendrait au cours de leur vie, contre 10 % des experts de la Global Challenges Foundation. Le grand public croyait que la cause la plus probable serait la guerre nucléaire, tandis que les experts pensaient que ce serait l'intelligence artificielle. Seuls 3 % des Britanniques pensaient que la fin serait due au Jugement dernier, contre 16 % des Américains. Entre un et trois pour cent des personnes des deux pays ont déclaré que l'apocalypse serait causée par des zombies ou une invasion extraterrestre,,.

## Principales prédictions

### Premier millénaire
| Date annoncée de fin du monde | Événements prophétisés | Lieu et date de la prophétie | Nom du prophète/mouvement religieux                                       | Source |
| ----------------------------- | --- | ---------------------------- | ------------------------------------------------------------------------- | ------ |
| 66-70                         | La secte juive essénienne des ascètes a vu le soulèvement juif contre les Romains en 66-70 en Judée comme la bataille finale de la fin des temps qui allait provoquer l'arrivée du Messie. Sous l'autorité de Simon, des pièces ont été frappées pour déclarer le rachat d'Israël. | Israël                       | Simon Bargiora, juifs esséniens                                           | ,      |
| 365                           | Fin du monde. Ce premier évêque a annoncé la fin du monde au cours de cette année. | France                       | Hilaire de Poitiers, évêque, catholiques                                  | [ 15 ] |
| 375-400                       | Cet évêque français a déclaré que le monde se terminerait avant 400 apr. J.-C., écrivant : "Il ne fait aucun doute que l'Antéchrist est déjà né. Solidement établi dès ses premières années, il atteindra, après sa maturité, le pouvoir suprême". | France                       | Martin de Tours, évêque, catholiques                                      | ,      |
| 500                           | Les trois ont prédit que Jésus reviendrait cette année, l'une des prédictions étant basée sur les dimensions de l'arche de Noé. | Empire romain                | Hippolyte de Rome, Sextus Julius Africanus, Irénée[Lequel ?], catholiques | ,      |
| VIe siècle                    | Fin du monde. Grégoire Ier dit « Le grand », 64e pape catholique écrit : « La fin du temps présent étant imminente, le Seigneur console la sainte Église de ses douleurs en multipliant les âmes qu’elle rassemble ». | Vatican                      | Pape Grégoire Ier dit "le Grand", catholiques                             | ,      |
| 6 avril 793                   | Ce moine espagnol a prophétisé la seconde venue du Christ et la fin du monde ce jour-là devant une foule nombreuse. | Espagne                      | Beatus de Liébana, catholiques                                            | [ 18 ] |
| An 1000                       | Fin du monde. Divers religieux catholiques auraient prédit cette date comme le millénaire, y compris le pape Sylvestre II. En conséquence, des émeutes se seraient produites en Europe et des pèlerins se seraient dirigés vers l'est jusqu'à Jérusalem. D'autres historiens, cependant, ont contesté que l'un de ces événements ait jamais eu lieu. Pierre Riché, dans les Grandeurs de l'an mille, réfute le fameux mythe des « Terreurs de l'an mille », comme étant une construction des historiens romantiques tels que Michelet. Du reste, on commençait à peine à dater les événements par rapport à la naissance de Jésus-Christ, de sorte que la grande majorité de la population n'avait pas conscience que l'on passait l'an mille. | Europe                       | Pape Sylvestre II, catholiques                                            | ,      |

### XIe–XVesiècle
| Date annoncée de fin du monde | Événements prophétisés | Lieu et date de la prophétie | Nom du prophète/mouvement religieux                               | Source |
| ----------------------------- | --- | ---------------------------- | ----------------------------------------------------------------- | ------ |
| 1200-1260                     | Ce prêtre catholique italien et fondateur de l'ordre monastique de San Giovanni in Fiore a déterminé que le millénium commencerait entre 1200 et 1260. Selon le théologien Bernard McGinn , « Joachim de Fiore est le penseur apocalyptique le plus important de toute la période médiévale ». | Italie                       | Joachim de Fiore, prêtre catholique                               | ,      |
| 1284                          | Fin du monde. Le pape Innocent III (décédé en 1216) a prédit que le monde prendrait fin 666 ans après la montée de l'islam en 618. | Vatican                      | Pape Innocent III, catholiques                                    | [ 16 ] |
| 1290 et 1335                  | Après l'échec de sa prédiction de 1260, les partisans du prêtre Joachim de Fiore ont reporté la fin du monde à 1290, puis à 1335. |                              | Joachimites, nés des catholiques franciscains                     | [ 27 ] |
| 1366                          | Ce moine franciscain français et alchimiste a prédit que l'Antéchrist devait venir en 1366 et que le millénium commencerait en 1368 ou 1370. | France                       | Jean de Roquetaillade, moine catholique franciscain               | [ 28 ] |
| 1378                          | Ce joachimite médecin du pape Clément V et certainement à l'origine de la bulle papale du 8 septembre 1309 a écrit que l'Antéchrist devait venir durant cette année. | Italie                       | Arnaud de Villeneuve, joachimite, né des catholiques franciscains | [ 27 ] |

### XVIesiècle
| Date annoncée de fin du monde | Événements prophétisés | Lieu et date de la prophétie | Nom du prophète/mouvement religieux                                  | Source |
| ----------------------------- | --- | ---------------------------- | -------------------------------------------------------------------- | ------ |
| 1504                          | Ce peintre croyait qu'il vivait pendant la tribulation et que le millénium commencerait dans trois ans et demi à partir de 1500. Il a écrit dans sa peinture La Nativité mystique que le diable était lâche et serait bientôt enchaîné.                                                      | Florence, Italie             | Sandro Botticelli                                                    | ,      |
| 1er février 1524              | Un groupe d'astrologues à Londres a prédit que le monde se terminerait par une inondation à partir de Londres, sur la base des calculs effectués en juin dernier. Vingt mille Londoniens ont quitté leurs maisons et se sont dirigés vers un terrain plus élevé en prévision de l'événement. | Londres, Grande-Bretagne     | Astrologues de Londres                                               | ,      |
| 20 février 1524               | Un alignement planétaire en Poissons a été vu par cet astrologue comme un signe du Millénaire. | Justingen, Allemagne         | Johannes Stöffler, prêtre catholique                                 | [ 32 ] |
| 1524–1526                     | 1525 marquera le début du millénaire, selon cet anabaptiste. Ses partisans ont été tués par des tirs de canon dans une bataille inégale avec les troupes gouvernementales. Il est mort sous la torture et a été décapité.                                                                    | Allemagne                    | Thomas Müntzer, prédicateur et théologien, anabaptistes, protestants | ,      |
| 27 mai 1528                   | Cet anabaptiste allemand a prédit que la fin se produirait à cette date. | Mikulov, Tchéquie            | Hans Hut, anabaptistes, protestants                                  | [ 28 ] |
| 1528                          | Une date révisée de Stöffler après sa prédiction de 1524 n'a rien vu arriver. | Justingen, Allemagne         | Johannes Stöffler, prêtre catholique                                 | [ 32 ] |
| 19 octobre 1533               | Ce mathématicien a calculé que le jour du jugement commencerait à 8 h ce jour-là. | Jena, Allemagne              | Michael Stifel, prêtre luthérien, protestants                        | [ 34 ] |
| 1533                          | Fin du monde. « L’année 1533 verrait le commencement des temps nouveaux : les 7 anges exterminateurs descendraient du ciel et détruiraient la race des prêtres. » | Strasbourg, France           | Évangéliques - anabaptistes : Melchior Hoffman                       | [ 35 ] |
| 5 avril 1534                  | Pendant la révolte de Münster, ce chef anabaptiste a déclaré que l'apocalypse aurait lieu ce jour-là. Le jour venu, il mena une attaque ratée contre Franz von Waldeck et fut décapité. | Münster, Allemagne           | Jan Matthijs, évangélique anabaptiste, protestants                   | [ 36 ] |
| 1555                          | Vers 1400, ce théologien français a écrit que 6 845 ans d'histoire humaine s'étaient déjà écoulés et que la fin du monde serait dans la 7000e année. | France                       | Pierre d'Ailly, cardinal de l’Église catholique                      | [ 27 ] |
| 1585                          | Dans son livre La restauration du christianisme, le réformateur né en Espagne a affirmé que le règne du diable dans ce monde avait commencé en 325 apr. J.-C., au concile de Nicée, et durerait 1 260 ans, se terminant ainsi en 1585.                                                       |                              | Michel Servet, protestants unitariens                                | [ 37 ] |
| 1588                          | Ce mathématicien et astronome a prédit la fin du monde au cours de cette année. | Rome, Italie                 | Regiomontanus, évêque catholique                                     | [ 38 ] |
| 1600                          | Fin du monde. « Le monde ne durera pas si longtemps (…) le jour du jugement est à la porte » - « Le monde court à sa fin, et il me vient souvent cette pensée que le jour du jugement pourrait bien arriver avant que nous eussions achevé notre traduction de la Sainte-Écriture. »         | Saint Empire Germanique      | Martin Luther, protestants luthériens                                | [ 39 ] |

### XVIIesiècle
| Date annoncée de fin du monde | Événements prophétisés | Lieu et date de la prophétie | Nom du prophète/mouvement religieux                           | Source |
| ----------------------------- | --- | ---------------------------- | ------------------------------------------------------------- | ------ |
| 1er février 1624              | Les mêmes astrologues qui ont prédit le déluge du 1er février 1524 ont recalculé la date à 100 ans plus tard après l'échec de leur première prophétie.                                                            |                              | Astrologues de Londres                                        | ,      |
| 1648                          | L'utilisation de la Kabbale a proclamé que le Messie viendrait au cours de cette année. Plus tard, il a prétendu être le Messie en 1666-1677                                                                      |                              | Sabbatai Zevi, sabbatéens, judaïsme, islam (à partir de 1666) | [ 38 ] |
| 1651                          | Les cartes de l'apocalypse racontent un Antéchrist, la montée de l'Islam et d'autres événements après le jugement dernier qui devaient se produire en 1651.                                                       |                              | Auteur inconnu de Lübeck, Allemagne                           | ,      |
| 1654                          | Ce médecin a fait une prédiction que le monde se terminerait cette année sur la base d'une nova survenue en 1572.                                                                                                 | Allemagne                    | Helisaeus Roeslin                                             | [ 38 ] |
| 1656                          | Dans son livre des prophéties (1501), Christophe Colomb a prédit que le monde prendrait fin cette année. | Espagne                      | Christophe Colomb                                             | ,      |
| 1655–1657                     | Ce groupe de chrétiens radicaux prédit que la bataille apocalyptique finale et la destruction de l'Antéchrist devaient avoir lieu entre 1655 et 1657.                                                             | Grande-Bretagne              | Cinquième monarchie                                           | [ 45 ] |
| 1658                          | Christophe Colomb a affirmé que le monde a été créé en 5343 avant notre ère et durerait 7 000 ans. Sans aucune année zéro, cela signifie que la fin viendrait en 1658.                                            | Espagne                      | Christophe Colomb                                             | [ 34 ] |
| 1660                          | Joseph Mede a affirmé que l'Antéchrist était apparu en 456, et que la fin viendrait en 1660. | Grande Bretagne              | Joseph Mede, théologien anglican                              | [ 34 ] |
| 1666                          | À la suite de sa prédiction erronée de 1648, Sabbatai Zevi recalcula la fin de la Terre pour cette année. |                              | Sabbatai Zevi, islam                                          | [ 38 ] |
| 1666                          | La présence de 666 dans cette date, la mort de 100 000 Londoniens à cause de la peste bubonique et le grand incendie de Londres ont conduit certains chrétiens à des craintes superstitieuses de la fin du monde. | Grande Bretagne              | Cinquième Monarchie                                           | ,      |
| 1673                          | Ce cinquième monarchiste a affirmé que le millénaire commencerait cette année. | Grande Bretagne              | William Aspinwall (en), Cinquième Monarchie                   | [ 36 ] |
| 1688                          | Ce mathématicien a calculé que la fin du monde serait cette année basée sur les calculs du livre de l'Apocalypse.                                                                                                 | Écosse                       | John Napier, protestants presbytériens                        | [ 28 ] |
| 1689                          | Ce prophète a prédit que le Jour du Jugement aurait lieu cette année. | France                       | Pierre Jurieu, protestants                                    | [ 45 ] |
| 1694                          | Ce prêtre anglican a prédit que le millénaire commencerait cette année. | Grande Bretagne              | John Mason, anglicans                                         | [ 47 ] |
| 1694                          | Ce ministre calviniste a prédit que le millénaire commencerait cette année. | Allemagne                    | Johann Heinrich Alsted, protestants calvinistes               | [ 47 ] |
| 1694                          | Il croyait que Jésus reviendrait et que le monde prendrait fin cette année. | Allemagne                    | Johann Jacob Zimmermann, protestants luthériens               | [ 48 ] |
| 1697                          | Ce ministre puritain a prédit que le monde prendrait fin cette année. Après l'échec de la prédiction, il a révisé la date de la fin à deux reprises.                                                              | États-Unis                   | Cotton Mather, protestants calvinistes                        | [ 49 ] |
| 1700                          | Après sa prédiction de 1688, John Napier recalcule sa prédiction de fin du monde à 1700 dans A Plaine Discovery , un livre publié en 1593.                                                                        | Grande Bretagne              | John Napier, protestants presbytériens (Église d’Écosse)      | [ 50 ] |
| 1700                          | Dans son œuvre de 1642, The Personal Reign of Christ Upon Earth, Henry Archer a prédit que la seconde venue de Jésus se produirait vers cette année.                                                              | Grande Bretagne              | Henry Archer, Cinquième monarchie                             | ,      |

### XVIIIesiècle
| Date annoncée de fin du monde | Événements prophétisés | Lieu et date de la prophétie    | Nom du prophète/mouvement religieux                                      | Source |
| ----------------------------- | --- | ------------------------------- | ------------------------------------------------------------------------ | ------ |
| 1705-1708                     | Les prophètes camisards ont prédit que la fin du monde se produirait en 1705, 1706 ou 1708. | France                          | Camisards, Protestants                                                   | [ 47 ] |
| 1716                          | C'est la prédiction révisée de Mather après que celle de 1697 ne se soit pas réalisée. | États-Unis                      | Cotton Mather, Protestants Calvinistes                                   | [ 49 ] |
| 5 avril 1719                  | Ce mathématicien a prédit qu'une comète détruirait la Terre ce jour-là. | Bâle, Suisse                    | Jacob Bernoulli, Protestants Calvinistes                                 | [ 53 ] |
| 1700–1734                     | Ce cardinal catholique a prédit que la fin se produirait entre 1700 et 1734. | Italie                          | Nicolas de Cues, Catholiques                                             | [ 54 ] |
| 16 octobre 1736               | Troisième et dernière prédiction de Mather pour la fin du monde. | États-Unis                      | Cotton Mather, Protestants Calvinistes                                   | [ 49 ] |
| 1757                          | Swedenborg, un ancien luthérien, a affirmé que le Jugement dernier s'est produit dans le monde spirituel cette année. | Londres, Angleterre             | Emanuel Swedenborg, Protestants, Luthériens, Église de Suède             | ,      |
| 19 mai 1780                   | Le ciel s'assombrissant pendant la journée a été interprété comme un signe de la fin des temps. On pense que la principale cause de l'événement est une combinaison de fumée provenant des incendies de forêt, d'un épais brouillard et de la couverture nuageuse. | Nouvelle Angleterre, États Unis | Membres de l'Assemblée générale du Connecticut de la Nouvelle Angleterre | [ 57 ] |
| 1789                          | L'année 1789 marquera l'avènement de l'Antéchrist, selon ce cardinal. | France                          | Cardinal Pierre d'Ailly, Catholiques Romains                             | [ 28 ] |
| 1792 puis 1794                | Les Shakers, une secte chrétienne fondée au XVIIIe siècle en Angleterre, ont prédit la fin du monde en 1792, puis en 1794. | États-Unis                      | Protestants, Shakers, Quakers                                            | [ 49 ] |
| 19 novembre 1795              | Tout en faisant campagne pour la libération de Richard Brothers (en), Halhead a proclamé que le monde prendrait fin ce jour-là. | Londres, Angleterre             | Nathaniel Brassey Halhed, Anglicans, Église d’Angleterre                 | [ 54 ] |
| 1793-1795                     | Ce marin à la retraite a déclaré que le millénaire commencerait entre 1793 et 1795. Il a finalement été confiné dans un asile d'aliénés. | Londres, Angleterre             | Richard Brothers (en), Anglicans, Église d’Angleterre                    | [ 54 ] |

### XIXesiècle
| Date annoncée de fin du monde     | Événements prophétisés | Lieu et date de la prophétie | Nom du prophète/mouvement religieux                                           | Source |
| --------------------------------- | --- | ---------------------------- | ----------------------------------------------------------------------------- | ------ |
| 1805                              | Ce ministre presbytérien a prédit la destruction du monde par un tremblement de terre en 1805, suivi d'un âge de paix éternelle où Dieu serait connu de tous. | Angleterre                   | Christopher Love (en), Protestants Presbytériens                              | [ 58 ] |
| 1806                              | À Leeds, en Angleterre , en 1806, une poule a commencé à pondre des œufs sur lesquels était écrite la phrase « Christ est à venir ». Finalement, il a été découvert que c'était un canular. La propriétaire, Mary Bateman, avait gravé les œufs avec une encre corrosive et les avait réinsérés dans l'oviducte de la poule. | Leeds, Angleterre            | Mary Bateman, empoisonneuse connue sous le nom de sorcière du Yorkshire       | ,      |
| 19 octobre 1814                   | Cette prophétesse autoproclamée de 64 ans a affirmé qu'elle était enceinte de l'enfant Christ et qu'il naîtrait le 19 octobre 1814. Elle est décédée plus tard cette année-là sans avoir accouché et une autopsie a prouvé qu'elle n'avait pas été enceinte. | Angleterre                   | Joanna Southcott, Anglicans, Église d’Angleterre                              | [ 61 ] |
| 1836                              | Dans les années 1730, ce pasteur luthérien proclama que le jour du Jugement viendrait en 1836, avec le pape comme antéchrist et les francs-maçons représentant le "faux prophète" de l'Apocalypse. | Allemagne                    | Johann Albrecht Bengel, Protestants Luthériens                                | [ 62 ] |
| 1836                              | Wesley, le fondateur de l'Église méthodiste, a prévu le millénaire à partir de cette année. Il a écrit que l'Apocalypse 12:14 faisait référence à 1058 à 1836, "quand Christ devrait venir". | Angleterre                   | John Wesley, Protestants, Méthodistes                                         | ,      |
| 21 mars 1843 et 23 mars 1844      | Fin du monde - annonça le retour du Christ pour ces dates | États-Unis, 1843             | William Miller, fondateur des Adventistes du 7e jour                          | [ 63 ] |
| 28 avril 1843 ou 31 décembre 1843 | Bien que cela n'ait pas été officiellement approuvé par leurs dirigeants, de nombreux millérites s'attendaient à ce que la seconde venue ait lieu le 28 avril ou à la fin de 1843. | États-Unis                   | Protestants, Adventistes, Baptistes, Millérites                               | [ 64 ] |
| 1843                              | Prédiction de la fin du monde. | États-Unis                   | Harriet Livermore (en), Protestants, église évangélique congrégationaliste    | [ 65 ] |
| 22 octobre 1844                   | Après que Christ ne soit pas revenu le 21 mars 1844, les Millerites ont alors révisé la prédiction de William Miller au 22 octobre de cette année, prétendant avoir mal calculé les Écritures. La prise de conscience que les prédictions étaient incorrectes a entraîné la grande déception. | États-Unis                   | Protestants, Adventistes, Baptistes, Millérites                               | ,      |
| 7 août 1847                       | Rapp (en), le fondateur de la Harmony Society (en), a prêché que Jésus reviendrait de son vivant, alors qu'il mourait le 7 août 1847. | Allemagne                    | George Rapp (en), Protestants, Anabaptistes, Harmony Society (en)             | [ 48 ] |
| 1847                              | Deuxième prédiction de la fin du monde de ce prédicateur. | États-Unis                   | Harriet Livermore (en), Protestants, église évangélique congrégationaliste    | [ 65 ] |
| 1862                              | Ce pasteur écossais a déclaré que cela faisait 6 000 ans depuis sa création en 1862 et que le monde prendrait fin. | Écosse                       | John Cumming, Protestants, Presbytériens, Église d’Écosse.                    | [ 67 ] |
| 1862                              | À l'origine converti anglais au mormonisme, Morris a eu des révélations pour rassembler ses disciples et attendre la seconde venue, à travers des jours prophétisés successifs. | États-Unis                   | Joseph Morris, Église de Jésus-Christ des Saints des Derniers Jours (Mormons) | [ 68 ] |
| 1863                              | Le fondateur de l'Église chrétienne israélite a calculé que le millénaire commencerait cette année. | Angleterre                   | John Wroe (en), Protestants, Évangéliques, Église chrétienne israélite        | [ 69 ] |
| 1873-1874                         | Wendell, ainsi que d'autres prédicateurs adventistes, ont prédit que la seconde venue du Christ se produirait en 1873 ou 1874. En 1870, Wendell a publié ses vues dans le livret intitulé La vérité présente, ou la viande en temps voulu, concluant que le deuxième avènement était sûr de se produire en 1873. Après que la prédiction n'ait pas été confirmée, Nelson H. Bardour a réinterprété la prédiction selon laquelle Jésus était en fait revenu en 1874 mais sous une forme invisible. | États-Unis                   | Jonas Wendell, Protestants, Adventistes                                       | ,      |
| 1881                              | Cette prophétesse du XVe siècle a été citée comme disant : "Le monde arrivera à sa fin, en dix-huit cent quatre-vingt-un" dans un livre publié en 1862. En 1873, il a été révélé qu'il s'agissait d'un faux ; cependant, cela n'a pas empêché certaines personnes de s'attendre à la fin. | Angleterre                   | Ursula Southeil (Mère Shipton)                                                | [ 73 ] |
| 1890                              | Le fondateur du mouvement Ghost Dance a prédit en 1889 que le Millenium aurait lieu en 1890. | Névada, États-Unis           | Jack Wilson (Wovoka), Chrétiens Amérindiens, Ghost Danse                      | [ 74 ] |
| Pas avant 1890                    | Retour du Christ. | États-Unis, 1843             | Joseph Smith, Église de Jésus-Christ des saints des derniers jours (Mormons)  | [ 75 ] |

### XXesiècle
| Date annoncée de fin du monde            | Événements prophétisés | Lieu et date de la prophétie | Nom du prophète/mouvement religieux                                                                                   | Source  |
| ---------------------------------------- | --- | ---------------------------- | --- | ------- |
| 1901                                     | Retour du Christ. L'Église catholique apostolique fondée en 1831, prétendait que Jésus reviendrait avant la mort de ses 12 fondateurs. Le dernier membre est mort en 1901. | Grande-Bretagne              | Église catholique apostolique                                                                                         | [ 76 ]  |
| 23 avril 1908                            | La dernière des nombreuses prédictions apocalyptiques de cet évangéliste et auteur anglican ; elle a été publiée en 1894. | Canada                       | Michael Paget Baxter, Église d’Angleterre                                                                             | [ 77 ]  |
| 1910                                     | Flammarion a prédit que l'apparition de la comète de Halley en 1910 "imprégnerait cette atmosphère et éteindrait peut-être toute vie sur la planète", mais pas la planète elle-même. Des "pilules de comète" ont été vendues pour protéger contre les gaz toxiques. | France                       | Camille Flammarion, British National Association of Spiritualists (en) et American Brench for Psychical Research (en) | ,       |
| 1892-1911                                | Ce pyramidologue a conclu de ses recherches sur les dimensions de la Grande Pyramide de Gizeh que la Seconde Venue aurait lieu entre 1892 et 1911. | Écosse                       | Charles Piazzi Smyth, Astronome                                                                                       | [ 48 ]  |
| 1914                                     | Les Étudiants de la Bible attendaient que le Christ revienne et les emmène au ciel cette année-là. | États-Unis                   | Charles Taze Russell, Étudiants de la Bible                                                                           | [ 79 ]  |
| 1915                                     | Ce pasteur baptiste et leader d'une rébellion dans le protectorat britannique du Nyasaland a prédit que le millénaire commencerait cette année. | États-Unis                   | John Chilembwe, Protestants, Baptistes                                                                                | [ 80 ]  |
| 1923                                     | Voliva, qui a acquis une notoriété nationale grâce à sa vigoureuse défense de la doctrine de la terre plate, a également prédit que la fin du monde viendrait en 1923, 1927, 1930, 1934 et 1935. | États-Unis                   | Wilbur Glenn Voliva (en), Protestants, Évangéliques                                                                   | [ 67 ]  |
| 1925                                     | Selon cette Adventiste du septième jour, l'ange Gabriel lui est apparu et lui a dit que le monde se terminerait à minuit le 13 février de cette année-là. | États-Unis                   | Margaret Rowen, Protestants, Adventistes du septième jour                                                             | [ 49 ]  |
| 1926                                     | Ce député britannique, qui était l'un des 12 apôtres de l'Église catholique apostolique, pensait que le monde se rapprochait de l'Apocalypse en raison de ce qu'il considérait comme l'immoralité rampante de l'époque en Europe. |                              | Spencer Perceval, Église catholique apostolique                                                                       | [ 81 ]  |
| 1927                                     | Voliva, qui a acquis une notoriété nationale grâce à sa vigoureuse défense de la doctrine de la terre plate, a également prédit que la fin du monde viendrait en 1923, 1927, 1930, 1934 et 1935. | États-Unis                   | Wilbur Glenn Voliva (en), Protestants, Évangéliques                                                                   | [ 67 ]  |
| 1930                                     | Voliva, qui a acquis une notoriété nationale grâce à sa vigoureuse défense de la doctrine de la terre plate, a également prédit que la fin du monde viendrait en 1923, 1927, 1930, 1934 et 1935. | États-Unis                   | Wilbur Glenn Voliva (en), Protestants, Évangéliques                                                                   | [ 67 ]  |
| 1934                                     | Marks, un député australien, a déclaré à la Chambre des représentants qu'Armageddon se produirait en 1934 et culminerait avec la Royal Navy amenant le peuple élu du Christ à Jérusalem. | Australie                    | Walter Marks | ,       |
| septembre 1935                           | Cet évangélique annonce que « le monde va « bouffer » et disparaître » en septembre 1935. Voliva, qui a acquis une notoriété nationale grâce à sa vigoureuse défense de la doctrine de la terre plate, a également prédit que la fin du monde viendrait en 1923, 1927, 1930, 1934 et 1935. | États-Unis                   | Wilbur Glenn Voliva (en), Protestants, Évangéliques                                                                   | [ 67 ]  |
| 1936                                     | Le fondateur de l'Église universelle de Dieu a dit aux membres de son église que l'enlèvement devait avoir lieu en 1936 et qu'ils seraient seuls sauvés. Après l'échec de sa prophétie, il a changé la date trois fois. | États-Unis                   | Herbert W. Armstrong (en), Protestants, Évangéliques                                                                  | [ 84 ]  |
| 1943                                     | La première des trois dates révisées d'Armstrong après sa prédiction de 1936 n'a pas pu se réaliser. | États-Unis                   | Herbert W. Armstrong (en), Protestants, Évangéliques                                                                  | [ 85 ]  |
| 1947                                     | L'auteur d'Oahspe: A New Bible prévoyait la destruction de toutes les nations et le début de l'anarchie post-apocalyptique cette année. | États-Unis                   | John Ballou Newbrough, Le temple Kosmon                                                                               | [ 73 ]  |
| 21 décembre 1954                         | Le monde devait être détruit par de terribles inondations à cette date, a affirmé ce chef d'un culte OVNI appelé la Confrérie des Sept Rayons. L'échec de la prédiction et ses retombées sur le groupe ont été la base du livre de 1956, Quand la prophétie échoue. |                              | Dorothy Martin, The Seekers ou The Brotherhood of the Seven Rays, Ufologues                                           | [ 86 ]  |
| 22 avril 1959                            | Le deuxième prophète de la branche Davidian a prédit que l'apocalypse annoncée dans le livre de l'Apocalypse se déroulerait à cette date. L'échec de la prophétie a conduit à la scission de la secte en plusieurs sous-sectes, les plus importantes dirigées par Benjamin et Lois Roden. | États-Unis                   | Florence Houteff, Protestants, Adventistes du septième jour                                                           | [ 87 ]  |
| 14 juillet 1960                          | George King, fondateur de la Société Aetherius, a prédit un événement catastrophique lié aux énergies spirituelles, qui, sans intervention des "Maîtres Cosmiques", pourrait entraîner la fin du monde. Les enseignements de la Société Aetherius, fondée par George King en 1955, incluent des messages reçus de prétendues intelligences extraterrestres avertissant de catastrophes potentielles. | Royaume-Uni                  | George King, Société Aetherius                                                                                        |         |
| 4 février 1962                           | Dixon a prédit qu'un alignement planétaire ce jour-là devait apporter la destruction au monde. Des réunions de prière de masse ont eu lieu en Inde. | Inde                         | Jeane Dixon (en) , divers astrologues indiens                                                                         | ,       |
| 1967                                     | Le 20 août marquerait le début du troisième malheur de l'Apocalypse, au cours duquel le sud-est des États-Unis serait détruit par une attaque nucléaire soviétique, selon ce prophète OVNI, qui prétendait avoir canalisé un extraterrestre nommé Ashtar. | États-Unis                   | George Van Tassel, Ufologues                                                                                          | [ 89 ]  |
| 1967                                     | Le fondateur du Temple du Peuple a déclaré qu'il avait des visions qu'un holocauste nucléaire devait avoir lieu en 1967. | États-Unis                   | Jim Jones, Protestants, Calvinistes, Église chrétienne des Disciples du Christ, Temple du peuple                      | [ 28 ]  |
| 1969                                     | Le fondateur de l'Église des premiers-nés a prédit que la seconde venue du Christ aurait lieu ce jour-là (9 août). | États-Unis                   | George Williams, Mormons, Église des premiers-nés                                                                     | [ 90 ]  |
| 1969                                     | Manson a prédit que Helter skelter, une guerre de race apocalyptique, se produirait en 1969. Il prétendait être guidé par son interprétation des paroles des Beatles et a adopté le terme " Helter Skelter " pour décrire une guerre de race apocalyptique imminente. | États-Unis                   | Charles Manson | [ 91 ]  |
| 1972                                     | Troisième date d'Armstrong après ses prédictions de 1936 et 1943. | États-Unis                   | Herbert W. Armstrong (en), Protestants, Évangéliques                                                                  | [ 85 ]  |
| 1974                                     | Berg, le chef des enfants de Dieu, a prédit qu'il y aurait en janvier de cette année-là, un événement apocalyptique colossal annoncé par la comète Kohoutek. | États-Unis                   | David Berg, Les Enfants de Dieu                                                                                       | [ 92 ]  |
| 1975                                     | Quatrième et dernière prédiction d'Armstrong. | États-Unis                   | Herbert W. Armstrong (en), Protestants, Évangéliques                                                                  | [ 85 ]  |
| 1975                                     | Selon leur livre « La vie éternelle dans la liberté des fils de Dieu » paru en 1966, 6 000 ans d’histoire de l’humanité se termineraient en 1975. Bien que le livre ne précise pas les conséquences, certains Témoins de Jéhovah pensaient que cette année verrait la Terre transformée en paradis. Il est à noter toutefois que Frederick Franz, Président de leur organisation, a dit lors de la sortie de ce livre à Baltimore (Maryland): « Cela se peut. Mais nous n’affirmons rien. Tout est possible à Dieu. Mais nous n’affirmons rien. Et que nul d’entre vous ne se révèle dogmatique en parlant de ce qui va se passer d’ici 1975 ». | États-Unis                   | Témoins de Jéhovah | [ 93 ]  |
| 1976                                     | Le fondateur de Brahma Kumaris, Lekhraj Kirpalani, a fait un certain nombre de prédictions d'un Armageddon mondial que la religion croit qu'il inspirera, l'appelant en interne Destruction. Pendant la Destruction, les dirigeants de Brahma Kumaris enseignent que le monde sera purifié, tout le reste de l'humanité tué par des guerres nucléaires ou civiles et des catastrophes naturelles qui comprendront le naufrage de tous les autres continents sauf l'Inde. | Inde                         | Lekhraj Kirpalani, Hindouistes, Brahma Kumaris                                                                        | [ 94 ]  |
| 1977                                     | Le fondateur de l'Église chrétienne israélite a prédit cette année qu'Armageddon se produirait. | Angleterre                   | John Wroe (en), Protestants, Évangéliques, Église chrétienne israélite                                                | [ 73 ]  |
| 1977                                     | Ce Pasteur Pentecôtiste a prédit que l'enlèvement se produirait au plus tard en 1977. | États-Unis                   | William M. Branham, Protestants, Évangéliques, Pentecôtistes                                                          | [ 95 ]  |
| 17 février 1979                          | Thériault, qui se faisait appeler Moïse, était un dirigeant d'une secte et un criminel canadien au Québec et en Ontario à la fin des années 70. Ancien adventiste du septième jour, il a dit à son groupe qu'ils formeraient le centre d'une nouvelle société pendant le règne de 1 000 ans de Dieu après Armageddon. | Canada                       | Roch Thériault, Doomsday cult                                                                                         | [ 96 ]  |
| 1980                                     | En 1978, Jensen a prédit qu'il y aurait une catastrophe nucléaire en 1980, suivie de deux décennies de conflit, aboutissant à l'établissement du Royaume de Dieu sur Terre. | États-Unis                   | Leland Jensen (en), Bahaïsme                                                                                          | [ 97 ]  |
| avant le 1er janvier 1980                | Apocalypse biblique. | France                       | L'Alliance universelle                                                                                                | [ 98 ]  |
| 22 juin 1989, Été 1995                   | Cataclysme millénariste. | France                       | Le Grand Logis (ex Logis de Dieu)                                                                                     | [ 99 ]  |
| 28 octobre 1992                          | Apocalypse biblique. | Corée                        | Lee Jang Rim, Dami Mission                                                                                            | [ 100 ] |
| 23 novembre 1993, 14 novembre 2014       | Apocalypse | Ukraine                      | Fraternité Blanche Universelle                                                                                        | [ 100 ] |
| 1993                                     | Apocalypse biblique | ?                            | Famille (ex-Enfants de Dieu)                                                                                          | [ 99 ]  |
| 1995                                     | Apocalypse biblique | États-Unis                   | Davidiens | [ 100 ] |
| 1996                                     | Extraterrestres détruisant la Terre à coups de laser. | États-Unis                   | Sheldon Nidle | [ 100 ] |
| 1996, 29 janvier 1999 ou 21 janvier 2021 | Passage dans la Quatrième dimension, dû à l'inversion du courant de l'énergie. | ?                            | Énergie humaine universelle (HUE) - Spiritual human yoga (SHY)                                                        | [ 101 ] |
| 1997                                     | Guerre mondiale. | Japon                        | Sūkyō Mahikari | [ 99 ]  |
| 1997, 1999 ou 2001                       | Armageddon, qui épargnerait les seuls disciples du mouvement. | Japon                        | Aum Shinrikyo | [ 102 ] |
| Juillet 1999                             | Cataclysme. | France                       | Association rose-croix (ARC)                                                                                          | [ 99 ]  |
| Août 1999                                | Modifications climatiques et invasions extraterrestres. | ?                            | Asrama | [ 99 ]  |
| 11 septembre 1999                        | Boule de feu faisant exploser la Terre. | ?                            | Kabbale | [ 100 ] |
| 1999                                     | Cataclysme millénariste. | France                       | Révélation de la 7e heure                                                                                             | [ 99 ]  |
| 1er janvier 2000                         | Destruction du monde par Satan. | États-Unis                   | Milton William Cooper                                                                                                 | [ 100 ] |
| 2000, originellement « imminent »        | Cataclysme nucléaire détruisant les États-Unis et la majeure partie de l'Europe (prophétie faite durant la guerre froide), guerre civile en Inde. | Inde                         | Université spirituelle des Brahma-Kumaris                                                                             | ,       |
| 2000                                     | Cataclysme et venue d'extraterrestres. | France                       | Siderella (ex-Iso-Zen)                                                                                                | [ 99 ]  |
| 2000                                     | Choc avec une planète. | France                       | Centre d'études gnostiques                                                                                            | [ 99 ]  |
| 2000                                     | Apocalypse nucléaire à la suite de bombardements effectués par les Russes. | France                       | Amis de la croix glorieuse de Dozulé                                                                                  | [ 105 ] |
| 5 mai 2000                               | Tremblements de terre, changements climatiques, fonte des glaces submergeant les continents, émissions de gaz mortels dus au déplacement du pôle sud de l'axe de la Terre. | États-Unis                   | Richard Noone | ,       |

### XXIesiècleet au-delà
| Date annoncée de fin du monde | Événements prophétisés | Lieu et date de la prophétie | Nom du prophète/mouvement religieux | Source            |
| --- | --- | ---------------------------- | --- | ----------------- |
| entre le 30 octobre et le 29 novembre 2003                                                                                            | Cataclysme nucléaire. | Japon                        | Aum Shinrikyo | [ 100 ]           |
| 2006 | Cataclysme nucléaire. | France                       | Groupe de Kerdanvé (issu des Cercles Gurdjieff) | [ 99 ]            |
| avant le 12 septembre 2006 | Guerre nucléaire. | Kenya                        | Maison de Yahvé | [ 107 ]           |
| 10 septembre 2008 | Trou noir, ou particules dangereuses créées par le LHC. | Hawaï                        | Citoyens contre le LHC | [ 108 ]           |
| 27 décembre 2010, 28 octobre 2011, 12 ou 21 décembre 2012, 21 juin 2020 ou encore 2220 (selon les interprétations du calendrier maya) | Fin d'un cycle du compte long du calendrier maya, début d'un nouveau cycle (5e, par analogie à la légende des soleils), interprété par certains comme la fin du monde, notamment due à des « évènements importants », tels que des guerres et des catastrophes naturelles. | États-Unis                   | José Argüelles, dans Le Facteur maya (1987), repris par divers courants New Age dont les sectes millénaristes après la convergence harmonique de 1987. | [ 114 ]           |
| 21 mai 2011 (Jugement dernier) ou 21 octobre 2011 (Apocalypse)                                                                        | Jugement dernier et Apocalypse. | États-Unis                   | Harold Camping | [ 115 ]           |
| 31 mai 2014, 20 septembre 2015 | Apocalypse biblique, dans ses "Rapture predictions". | ?                            | Marilyn J. Agee | [ 100 ]           |
| Entre le 22 et le 28 septembre 2015                                                                                                   | Astéroïde géant qui percuterait la Terre. | États-Unis                   | Efrain Rodriguez | [ 116 ]           |
| 23 septembre 2017 | Arrivée de la Planète X, causant chaos et destruction. | États-Unis                   | David Meade | [ 117 ]           |
| 20 février 2020 | Armageddon et combat entre Jésus et la trinité maléfique constituée de Satan, de l'Antéchrist et du Faux Prophète. | Amérique                     | Jeane Dixon (en) | [ 118 ]           |
| 2025 | Le retour de Jésus-Christ et la fin des temps selon une interprétation biblique. | États-Unis, 2020             | Évangélistes fondamentalistes | [ 119 ]           |
| 2027 | Retour de Jésus qui ouvrira, après le jugement des nations (fin de ce monde) une nouvelle ère de paix où la justice régnera. | France                       | Patrick Dolciani | [ 120 ]           |
| Imminent | Depuis 1995, l'idée que bon nombre de ceux qui étaient nés avant 1914 verraient nécessairement la guerre d'Armageddon de leur vivant a été abandonnée mais le mouvement continue toutefois de présenter cet évènement comme étant très proche. | Amérique                     | Témoins de Jéhovah | ,                 |
| 2060 | Fin du monde selon des calculs réalisés par Isaac Newton à partir de la Bible. | Royaume-Uni                  | Isaac Newton | [ 123 ]           |
| Vers 2150-2200 | Fin de l'Ère astrologique des Poissons, commencée depuis l'ère chrétienne. Elle sera suivie par l'ère du Verseau, marquée par un assujettissement de notre civilisation par la technologie devenue incontrôlable. |                              | Astrologie sidérale |                   |
| 2239-3239 | Selon une interprétation courante du Talmud par les juifs orthodoxes, l'avènement du véritable Messie doit se produire 6 000 ans après la création d'Adam (en) (fixée supposément à l'an -3761, selon l'actuel calendrier hébraïque). S'ensuivra une période de grand chambardement pendant 1 000 ans, qui se conclura par l'instauration du Royaume des Cieux. |                              | Talmud (suivant une certaine interprétation) | [ 124 ]           |
| 428 898 | Fin de l'époque actuelle du Kali Yuga selon la cosmogonie hindoue. Descente de Vishnou sur Terre afin de ramener l'ordre et le bonheur, entamant un nouveau cycle de Mahayuga. Toutefois, on peut rappeler que la dissolution définitive de ce monde interviendra à la fin du Kalpa actuel, débuté à une date inconnue mais qui s'étend sur une durée de 4,32 milliards d'années. À ce moment, Brahmā, le créateur-démiurge, entrera en sommeil pour une durée équivalente, laissant le monde se dissoudre dans le néant : c'est le Naimittika pralaya. À son réveil, il engendrera un monde nouveau. À terme, Brahmā doit décéder à l'issue d'une période de 311,04 mille milliards d'années, entraînant la Prākṛitika pralaya, la dissolution élémentaire par laquelle le Brahman réabsorbe les trois plans de l'existence, les lokas. | Inde ancienne                | Surya Siddhanta | [réf. nécessaire] |

## Autres prédictions de la fin du monde
- Joachim de Flore (1130-1202), moine cistercien et théologien catholique, annonce la fin du monde pour 1260.
- L'an mil : date contestée mais affirmée par plusieurs écrits :
  - Un écrit d'un moine du XIe siècle, Raoul Glaber ;
  - ou encore le « recueil de Marculf »[réf. souhaitée], datant du VIIe siècle ;
  - également, vers 998, Abbon de Fleury écrivit dans son Apologie aux rois Hugues et Robert : « On m'a appris que dans l'année 994, des prêtres dans Paris annonçaient la fin du monde. Ce sont des fous. Il n'y a qu'à ouvrir le texte sacré, la Bible, pour voir qu'on ne saura ni le jour ni l'heure. »
- Une « fin du monde » similaire au bug de l'an 2000 avait été supposée pour 2038 avec le retour à zéro des dates UNIX (nombre de secondes écoulées depuis le 1er janvier 1970, sur 32 bits). Le remplacement progressif des architectures 32 bits par des 64 bits au cours de la décennie 2010-2020 semble écarter tout risque de cet ordre.